# Champ solénoïdal

Champ solénoïdal

En analyse vectorielle, un champ solénoïdal ou champ incompressible désigne un champ vectoriel dont la divergence est nulle, ou de manière équivalente dont le flot préserve le volume euclidien.

## Terminologie
L’incompressibilité fait référence à la conservation du volume. Si le champ considéré représente un courant de matière μ v (μ étant la masse volumique et v le champ de vitesse), alors l'équation de conservation de la matière, qui en toute généralité s'écrit:
{\displaystyle {\frac {\partial \mu }{\partial t}}+\nabla \cdot (\mu {\boldsymbol {v}})=0},
devient, si la masse volumique est constante (condition d'incompressibilité),
{\displaystyle \nabla \cdot {\boldsymbol {v}}=0}.
Le terme « solénoïdal » fait référence au fait que si l'on prend un contour arbitraire fermé, on peut définir la surface formée par les lignes de champ s’appuyant sur ce contour, et que la topologie de cette surface est nécessairement celle d'un tube, du fait de la divergence nulle du champ.
En général, le terme de champ solénoïdal se réfère à des situations où la dimension de l'espace est de 3, bien que le concept de divergence soit généralisable à un nombre arbitraire de dimensions, et puisse être étendu dans le langage de la géométrie riemannienne.
Il existe d'autres dénominations pour des champs possédant des propriétés autres. Par exemple, un champ irrotationnel est un champ dont le rotationnel est nul. Ces propriétés sont indépendantes l'une de l'autre : un champ peut être irrotationnel, solénoïdal, les deux en même temps ou ni l'un ni l'autre. Le champ électrique, par exemple, est solénoïdal dans les régions où il n'y a pas de charge électrique, et irrotationnel en électrostatique (il a par contre un rotationnel non nul quand le champ magnétique varie au cours du temps).

## Décomposition d'un champ solénoïdal
Dans l'espace vectoriel euclidien à trois dimensions, comme la divergence du rotationnel est nulle, le rotationnel d'un champ de vecteur est un champ solénoïdal. La réciproque est vraie : tout champ sans divergence B peut être écrit localement comme le rotationnel d'un champ de vecteurs A. L'écriture est globale si le champ est défini sur un ouvert convexe, ou plus généralement sur un domaine de groupe fondamental fini.
Moyennant la définition des formes différentielles, la preuve est élémentaire. Au champ B est associé la 2-forme différentielle fermée {\displaystyle {\boldsymbol {\omega }}=B_{x}{\boldsymbol {\rm {d}}}y\wedge {\boldsymbol {\rm {d}}}z+B_{y}{\boldsymbol {\rm {d}}}z\wedge {\boldsymbol {\rm {d}}}x+B_{z}{\boldsymbol {\rm {d}}}x\wedge {\boldsymbol {\rm {d}}}y} où (x, y, z) désignent les coordonnées dans un repère cartésien orthonormé. La différentielle de ω s'écrit {\displaystyle {\boldsymbol {\rm {d}}}{\boldsymbol {\omega }}={\rm {div}}({\boldsymbol {B}})\;{\boldsymbol {\rm {d}}}x\wedge {\boldsymbol {\rm {d}}}y\wedge {\boldsymbol {\rm {d}}}z}. Demander que B soit sans divergence équivaut à ce que ω soit fermée. Si le premier groupe de cohomologie de De Rham du domaine est nul (condition topologique), alors cela équivaut à ce que ω soit exacte, c'est-à-dire qu'il existe une forme différentielle η telle que {\displaystyle {\boldsymbol {\rm {d}}}{\boldsymbol {\eta }}={\boldsymbol {\omega }}}. Si l'on écrit η sous la forme {\displaystyle {\boldsymbol {\eta }}=A_{x}{\boldsymbol {\rm {d}}}x+A_{y}{\boldsymbol {\rm {d}}}y+A_{z}{\boldsymbol {\rm {d}}}z}, alors un calcul direct montre que B est le rotationnel de A. 
En électromagnétisme, en l'absence d'un champ électrique, le champ magnétique est un champ solénoïdal ; la propriété précédente permet de définir le potentiel vecteur dans cette situation. 
Un champ solénoïdal à trois dimensions ne possède que deux composantes indépendantes. Il est possible (et parfois commode) de décomposer le champ à l'aide de deux quantités scalaires. Le champ est dit posséder une composante toroïdale et une composante poloïdale.